# ادی گاتگی
ادی گاتگی (انگلیسی: Edi Gathegi؛ زادهٔ ۱۰ مارس ۱۹۷۹) هنرپیشه اهل ایالات متحده آمریکا است. وی از سال ۲۰۰۶ میلادی تاکنون مشغول فعالیت بوده‌است.
از فیلم‌ها یا برنامه‌های تلویزیونی که وی در آن نقش داشته‌است می‌توان به ورونیکا مارس، دکتر هاوس، گرگ‌ومیش: سپیده‌دم - قسمت دوم، گرگ‌ومیش: ماه نو، سی‌اس‌آی، گرگ‌ومیش، سی‌اس‌آی: میامی، مردان ایکس: کلاس اول، رفته عزیزم رفته، ولنتاین خونین من، مجازات مرگ، آلوها، فعالیت‌های جنایی، بهتر است فرار کنیم و در بدلندز اشاره کرد.